# Agapetus diacanthus
Agapetus diacanthus är en nattsländeart som beskrevs av Edwards 1956. Agapetus diacanthus ingår i släktet Agapetus och familjen stenhusnattsländor. Inga underarter finns listade i Catalogue of Life.